# Lo sé todo
Lo sé todo (en italiano vita meravigliosa) es una enciclopedia italiana de 12 tomos, editada y vendida en todos los países de lengua castellana por la Editorial Larousse.

## Historia
Fue escrita en Milán en 1962 por la Editorial de Mario Confalonieri.

## Presentación
Esta enciclopedia consta de 12 tomos, cada uno de un color diferente. No usa el formato de orden alfabético y presenta artículos de todo tipo, los cuales están divididos en 15 categorías:
- Anatomía - Fisiología- Biología
- Arquitectura - Urbanismo - Construcciones
- Astronomía - Cosmografía
- Botánica - Agricultura
- Ciencias electro - físico - químicas
- Civilización, usos y costumbres
- Descubrimientos- Inventos
- Geografía - Fenómenos naturales
- Historia de la humanidad
- Industrias
- Literatura
- Mineralogía - Geología
- Música
- Personalidades
- Pintura y escultura
- Religiones
- Viajes - Exploraciones - Conquistas
- Zoología